# Helleia striata
Helleia striata är en fjärilsart som beskrevs av Hackray 1938. Helleia striata ingår i släktet Helleia och familjen juvelvingar. Inga underarter finns listade i Catalogue of Life.